# Stoney (cràter)
Stoney és un cràter d'impacte situat a la part sud de la cara oculta de la Lluna. Es troba al sud-est del cràter Baldet i a l'est de Bhabha.

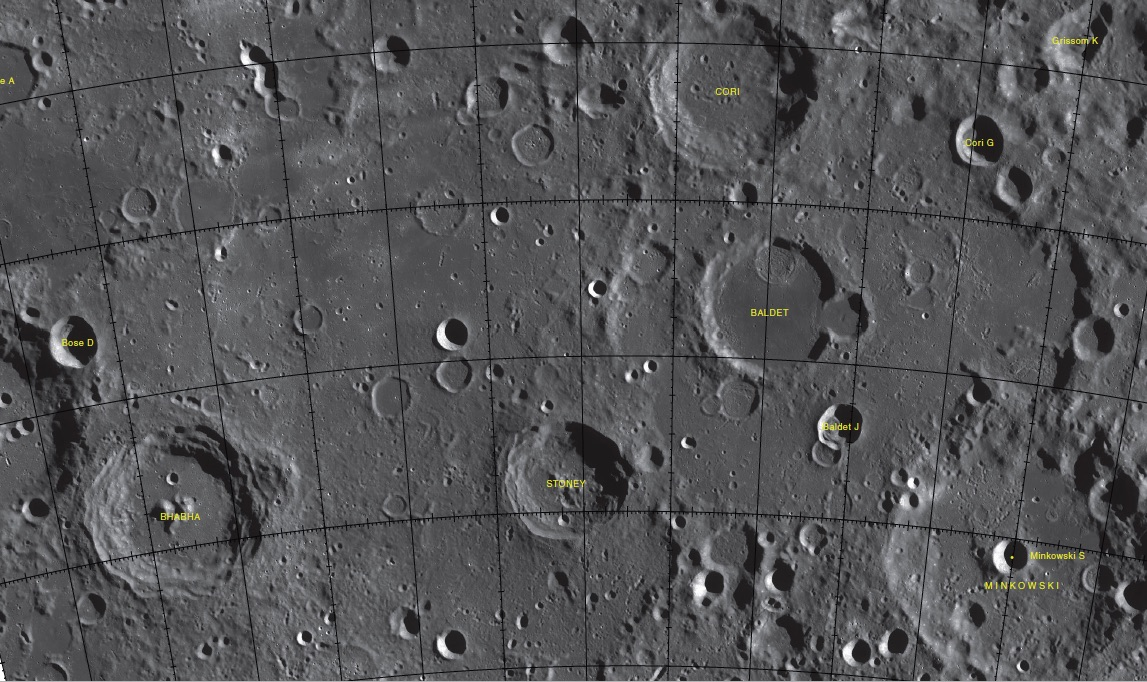
Localització de Stoney (centre inferior de la imatge)
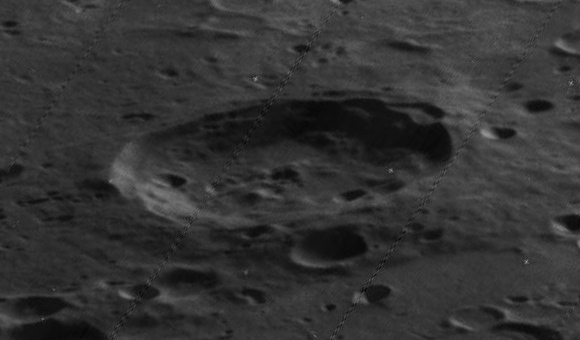
Imatge obliqua de la missió Lunar Orbiter 5

La vora d'aquest cràter és esmolat, però amb un llavi una mica irregular que s'ha ensorrat en diversos llocs. Presenta petites protuberàncies cap a l'exterior en la vora a l'est i al nord-oest. La paret interior és irregular, amb ranures diagonals i apilaments de material desplomat. El sòl interior és també una mica desigual, especialment a la meitat est. Posseeix dos petits cràters sobre la seva plataforma, situats a la base de les parets interiors del nord-est i de sud.
Va ser nomenat el 1970 per la Unió Astronòmica Internacional en memòria del físic anglo-irlandès George Johnstone Stoney (1826-1911)